# Клины (село, Кольчугинский район)
Клины́ — село в Кольчугинском районе Владимирской области России. Административно территория относится к Бавленскому сельскому поселению. Село обладает многовековой историей, тесно связанной с родом Романовых и Апраксиных, а также является местом расположения археологических памятников и объекта культурного наследия — Церкви Покрова Пресвятой Богородицы. Несмотря на отсутствие постоянного населения (по данным переписи 2021 года, жителей нет), его историческое наследие привлекает внимание.

## География
Село расположено на восточных отрогах Клинско-Дмитровской гряды, в 9 км к северо-западу от центра поселения посёлка Бавлены и в 22 км к северо-востоку от районного центра города Кольчугино. Рядом протекает река Сега.

## История

### Романовская вотчина
Село Клины известно как одна из родовых вотчин бояр Романовых. Считается, что к 1586 году селом владел боярин Никита Романович Захарьин-Юрьев, дед будущего царя Михаила Фёдоровича. После его смерти владение, вероятно, перешло к его сыновьям, боярам Фёдору Никитичу (будущий Патриарх Филарет) и Ивану Никитичу. В документах 1602 года Клины значатся как вотчина бояр Ивана Никитича и Никиты Ивановича Романовых.
Существует предание о рождении в Клинах царя Михаила Фёдоровича. Однако, по свидетельствам исторических источников, подтверждённым, в частности, архиепископом Николаем (Феодоровым), это не соответствует действительности. Семья Романовых, включая юного Михаила и его мать инокиню Марфу, действительно находилась здесь в Смутное время, скрываясь от преследований со стороны Годуновых. Они проживали в Клинах до 1605 года, когда Лжедмитрий I снял опалу со всех Романовых.
В 1910 году Клины посетила специальная комиссия во главе с графом С. Д. Шереметевым, изучавшая места, связанные с Романовыми, для включения в маршрут императорской семьи к 300-летию династии в 1913 году. Комиссии удалось определить предполагаемое местоположение хором (дома) Романовых. С. Д. Шереметев так описывал свои впечатления: «Белая церковь за полем и прудом — видны остатки и других прудов… За церковью тенистая роща, охватывающая её со всех сторон. <…> Между церковью и близко прилегающим липовым парком стоял старый дом владельца… Прямые аллеи, радиусами сходящиеся и строго выдержанные, сильно напоминали сады… в многих дворянских гнёздах…». Несмотря на находки, Клины не были включены в маршрут, так как собранных свидетельств связи с царской семьёй оказалось недостаточно.

### Владение Апраксиных и Покровская церковь
В XVIII веке усадьба перешла во владение рода Апраксиных. С 1682 года селом владел граф Пётр Матвеевич Апраксин, сподвижник Петра I. Позже по наследству имение перешло к его внуку, графу Алексею Фёдоровичу Апраксину (1733—1789), который стал первым предводителем дворянства Владимирского наместничества.
В 1777 году на средства графа А. Ф. Апраксина в Клинах была построена каменная церковь Покрова Пресвятой Богородицы в стиле позднего екатерининского барокко с приделом во имя святого Владимира. Тогда же был устроен липовый парк с прямыми аллеями, рядом с которым располагался усадебный дом. Старая деревянная церковь, стоявшая ранее на опушке парка, была, вероятно, разобрана после освящения нового храма.
В 1930-е годы Покровский храм был закрыт советскими властями. Здание постепенно приходило в упадок. В 1950-е годы, когда в селе ещё было более 40 дворов, купола и кресты церкви были целы, но служба не велась. Постановлением губернатора Владимирской области № 32 от 18.04.1995 года церковь признана памятником архитектуры. 27 июня 2024 года здание храма было передано в собственность Андреевского ставропигиального мужского монастыря Москвы для последующей реставрации и использования в монастырской жизни.

### Административно-территориальная принадлежность
В конце XIX — начале XX века село входило в состав Петровской волости Юрьевского уезда Владимирской губернии. В 1859 году в селе числилось 57 дворов.
С 1929 года село входило в состав Большекузьминского сельсовета Кольчугинского района Владимирского округа Ивановской Промышленной области, с 1936 года — в составе Ивановской области, с 1944 года — в составе Владимирской области. С 2005 года территория села входит в состав Бавленского сельского поселения.

## Население
| 1859 | 1905 | 2002 | 2010 | 2013 | 2021 |
| ---- | ---- | ---- | ---- | ---- | ---- |
| 540  | ↘344 | ↘1   | ↗3   | ↘0   | →0   |

## Археология
Окрестности села богаты археологическими памятниками разных эпох:
- Мерянский могильник (предположительно VII век): Обнаружены дохристианские захоронения недалеко от места, где стояла старая деревянная церковь. Исследователи относят их к финно-угорскому племени меря[4].
- Курганный могильник XI—XIII веков: Расположен в 300 метрах к востоку от села. По оценкам, насчитывает около 30 курганов. Сохранились две насыпи овальной формы высотой 1,4 и 1,6 метра[4]. В середине XIX века граф А. С. Уваров во время своих исследований во Владимирской губернии зафиксировал здесь 25 курганов[4].
- Находка на Барском лугу: А. С. Уваров также обнаружил на лугу у реки Сеги к востоку от села останки воина в доспехах. Предположительно, это мог быть воин польской армии, участник событий Смутного времени[4].
- Каменная плита с арабской вязью: Найдена в 1980-е годы вблизи села. Предположительно датируется XIV веком. Детальное исследование артефакта не проводилось[4].

## Достопримечательности
- Церковь Покрова Пресвятой Богородицы (1777) — объект культурного наследия регионального значения[5]. Находится в руинированном состоянии, передана Андреевскому монастырю для восстановления[6].
- Остатки усадебного липового парка XVIII века с прямыми аллеями[4].
- План села Клины, составленный И. С. Беляевым и опубликованный в книге архиепископа Николая в 1912 году (с. 28)[1].
- Археологические памятники: курганные группы, место мерянского могильника.